# 高尚文
高尚文（1520年—？），字從周，號東野，直隸太平府當塗縣人，軍籍，明朝政治人物。

## 生平
嘉靖二十二年（1543年）癸卯科應天府鄉試第二十四名舉人。嘉靖二十六年（1547年）中式丁未科會試第二百二十八名，登第三甲第三名進士。都察院觀政，授都察院都事。

## 家族
曾祖高源；祖父高永通；父高嵩，母胡氏。具庆下。兄尚志、尚贤。